# La carpa del amor
 La carpa del amor  es una película de Argentina filmada en Eastmancolor dirigida por Julio Porter según el guion de Gius sobre la idea original de Fernando Siro y Elena Cruz que se estrenó el 5 de julio de 1979 y que tuvo como actores principales a Cacho Castaña, Jorge Martínez, Ricardo Darín y Mónica Gonzaga. Fue la última película de Julio Porter y contó con la coreografía de Lía Jelín.

## Sinopsis
Un grupo de jóvenes que quiere ir de campamento adquiere por error una carpa de circo.

## Reparto
Intervinieron en el filme los siguientes intérpretes:
- Cacho Castaña ... Cacho
- Jorge Martínez ... Daniel
- Ricardo Darín ... Tino
- Mónica Gonzaga ... Lita
- Mariano Moreno ... Mariano
- Iris Láinez ... Tía Genoveva
- Eloísa Cañizares ... Madre de Tino y Lita
- Pablo de Tejada ... Pablo
- Tormenta ... Teresa
- María Bufano
- Emilio Vidal ... Fernández
- Mario Savino ... Don Braulio
- Alfredo Quesada
- Iva Zanicchi
- Franco Simone
- Manolo Galván
- Carlos Torres Vila
- Aldo Monges
- Katunga
- Héctor Varela
- Jorge Falcón
- Fernando Soler
- Fernando de Madariaga
- Jovita Díaz
- Carlos Balá
- Rosamel Araya

## Comentarios
La Razón opinó:

«Canciones, canciones y más canciones. Un poco de romance, otro poco de humor. Otro de sentimentalismo y cierta complicación en la trama que sirve de trampolín a todas esas cosas. Para la experiencia de Julio Porter realizar esta película es tan simple como cantar imitando a sus principales artistas»

Manrupe y Portela escriben:

«Vehículo para los cantantes del momento siguiendo el esquema de su precedente inmediato: Los éxitos del amor.»